# 이광엄
이광엄(李光儼, 생몰년 미상)은 중국 오대십국시대 당항족 출신 인물로, 정난군(定難軍, 본부는 지금의 섬서성 유림시에 있었다) 이광예의 족형(族兄)이다.
이광엄은 부친 이이경이 후주 연간에 죽자 은주방어사(銀州防禦使, 지금의 섬서성 유림시 횡산구 동쪽)를 계승하였으나 이후의 행적은 전해지지 않으며 언제 죽었는지 알 수 없다. 이광엄은 963년 아들을 낳았는데 그가 바로 이계천이며, 이계천은 서하를 세운 서하 경종의 조부이다. 이계천이 자립하여 독자적인 세력을 구축했을 당시엔 서평왕(西平王)으로 추존되었으나, 이원호가 황제를 칭한 후 이계천까지 황제로 추존하고 그 이상의 조상은 황제로 추존하지 않았다.

## 계보

### 선대
- 고조부: 탁발중건(拓跋重建)
- 증조부: 탁발사충(拓跋思忠)
- 조부: 이인안(李仁顔)
- 부친: 이이경(李彝景)
- 족제(族弟): 이광예 - 이광엄과 이광예는 고조부가 같은 8촌 종형제이다.

### 후손
- 아들: 이계천 - 태조(太祖)
- 손자: 이덕명 - 태종(太宗)
- 증손자: 서하 경종 - 서하의 초대 황제.